# Norra Svartsjön
Norra Svartsjön är en sjö i Östersunds kommun i Jämtland och ingår i Indalsälvens huvudavrinningsområde. Sjön har en area på 0,945 kvadratkilometer och ligger 443 meter över havet. Sjön avvattnas av vattendraget Slandromsån.

## Delavrinningsområde
Norra Svartsjön ingår i det delavrinningsområde (699918-143985) som SMHI kallar för Utloppet av Norra Svartsjön. Medelhöjden är 445 meter över havet och ytan är 2,31 kvadratkilometer. Räknas de 2 avrinningsområdena uppströms in blir den ackumulerade arean 11,54 kvadratkilometer. Slandromsån som avvattnar avrinningsområdet har biflödesordning 2, vilket innebär att vattnet flödar genom totalt 2 vattendrag innan det når havet efter 261 kilometer. Avrinningsområdet består mestadels av skog (26 procent) och sankmarker (29 procent). Avrinningsområdet har 0,95 kvadratkilometer vattenytor vilket ger det en sjöprocent på 41,1 procent.